# Eugnamptoplesius violaceipennis
Eugnamptoplesius violaceipennis là một loài bọ cánh cứng trong họ Rhynchitidae. Loài này được Fairmaire & Germain miêu tả khoa học năm 1869.